# Edward Warchałowski
Edward Warchałowski (ur. 4 października 1885 w Piestrzcu, zm. 6 marca 1953 w Warszawie) – polski geodeta, rektor Politechniki Warszawskiej.

## Życiorys
Urodził się 4 października 1885, w rodzinie Wojciecha i Józefy z Suskich. W 1904 ukończył seminarium nauczycielskie w Jędrzejowie, a w 1907 szkołę mierniczą w Pskowie. Następnie rozpoczął studia w Konstantynowskim Instytucie Mierniczym w Moskwie, gdzie w 1910 uzyskał dyplom inżyniera geodety. 2 grudnia tego samego roku, został mianowany aspirantem. W 1912 obronił pracę pt. Badania aparatu bazowego W. Struve, zdał egzaminy na stanowisko adiunkta i zaczął prowadzić wykłady z geodezji.
W 1915 rozpoczął habilitację w Moskiewskim Instytucie Inżynierów Komunikacji. Jego rozprawa habilitacyjna nosiła tytuł Niwelacja o najwyższej dokładności. Na tej samej uczelni w latach 1910–1921 prowadził wykłady. W 1915 uzyskał tytuł docenta i został kierownikiem Katedry Rachunku Wyrównawczego w Instytucie Geodezyjnym, natomiast w 1917 objął, jako etatowy docent, Katedrę Prawdopodobieństwa i Teorii Błędów. W 1918 uzyskał nominację na profesora zwyczajnego i objął Katedrę Geodezji.
W 1921 powrócił do Polski. 1 grudnia 1921 rozpoczął wykłady, jako docent na Politechnice Warszawskiej. 1 marca 1922 został mianowany profesorem zwyczajnym, jak również objął Katedrę Miernictwa I i kierował nią aż do śmierci. W 1924 został dziekanem Wydziału Inżynierii Wodnej i Wydziału Geodezyjnego na Politechnice Warszawskiej, a w 1933 został rektorem tej Politechniki. 
W latach 1935–1936 wzrosły gwałtownie niepokoje wśród studentów; sytuację tę spowodowały dwa czynniki: opłaty za studia i trudna sytuacja polityczna kraju. Odpowiedzią na kryzysową sytuację było zalegalizowanie przez senat uczelni Narodowego Związku Polskiej Młodzieży Radykalnej. Kuratorem tego stowarzyszenia został E. Warchałowski.
W 1939 zaczął organizować Państwową Szkołę Budownictwa II stopnia. Swoją działalność szkoła ta rozpoczęła w 1940, w gmachu Wydziału Architektury Politechniki Warszawskiej i powstała w wyniku połączenia liceów państwowych i ośmiu wydziałów Politechniki Warszawskiej. Kiedy wybuchło powstanie warszawskie, E. Warchałowski pozostał na terenie Politechniki i w miarę możliwości pomagał walczącym powstańcom. Po upadku powstania przedostał się do Krakowa, a później do Kielc.
W 1945 powrócił do Warszawy i zajął się odbudową uczelni. W maju 1945 odbyło się pierwsze posiedzenie Senatu Politechniki Warszawskiej, została powołana na nim m.in. Komisja Odbudowy Uczelni, której przewodniczącym został E. Warchałowski. Jednocześnie dzięki jego zaangażowaniu powstała pierwsza w Polsce naukowa placówka geodezyjna, pod nazwą Geodezyjny Instytut Naukowo-Badawczy (późniejszy Instytut Geodezji i Kartografii). E. Warchałowski był jego dyrektorem latach 1945–1949. Współorganizował również Wydział Geodezji Górniczej w Akademii Górniczo-Hutniczej w Krakowie. W 1953 za wkład w rozwój naukowy kadry tej uczelni, otrzymał godność doktora honoris causa. W latach 1949–1951 pełnił funkcję prezesa Głównego Urzędu Pomiarów Kraju. Gdy w marcu 1948 powstał w Warszawie Narodowy Komitet International Students Service (ISS z siedzibą w Genewie), został jego przewodniczącym (skarbnikiem – prof. S. Ossowski). Głównym zadaniem ISS była pomoc materialna i naukowa pracownikom naukowym i studentom.
Zmarł w Warszawie. Spoczywa na cmentarzu Powązkowskim (kwatera 114-4-7).

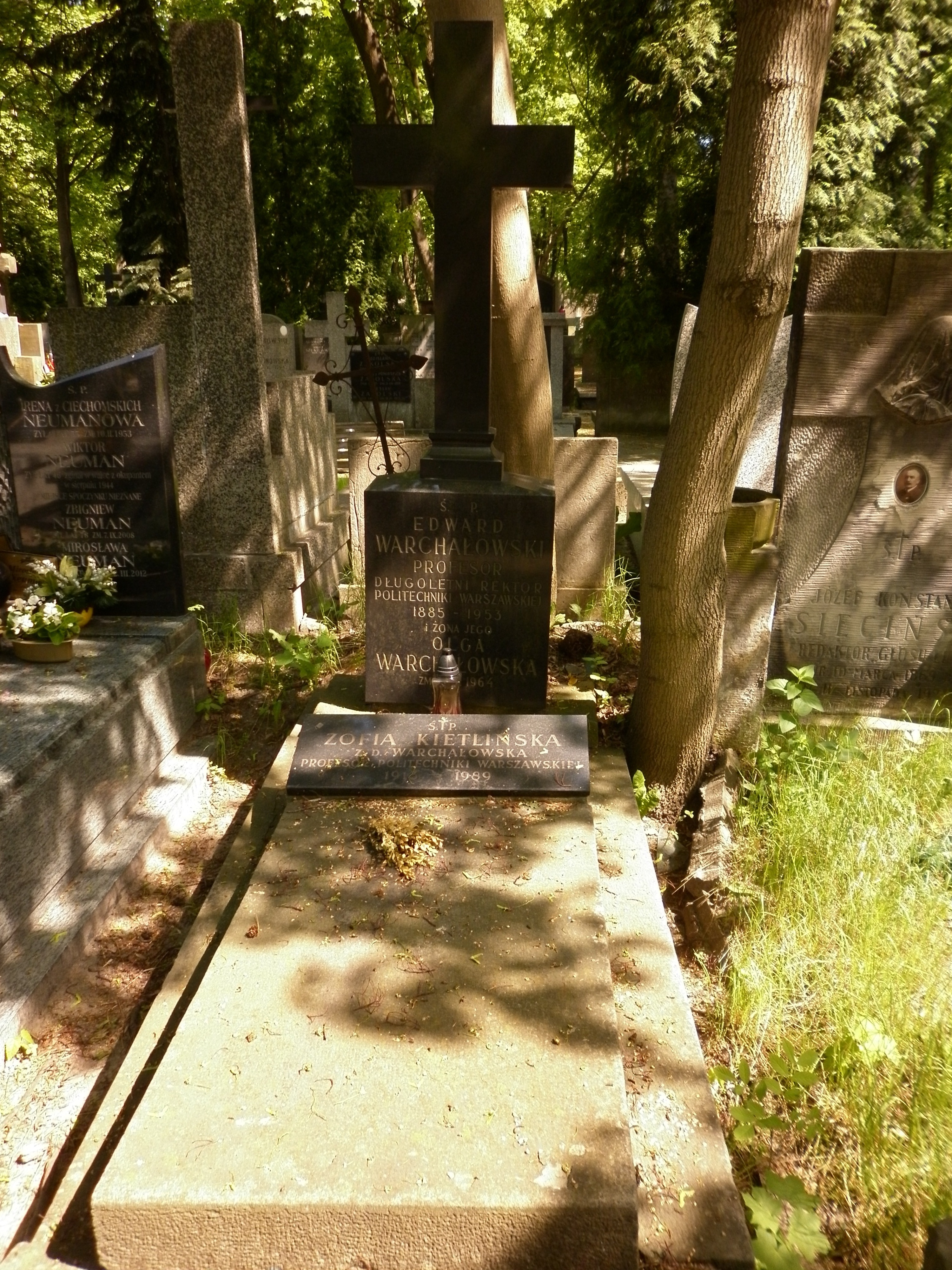
Grób Edwarda Warchałowskiego na cmentarzu Powązkowskim

## Stanowiska
- 1912 – wykładowca geodezji w Konstantynowskim Instytucie Mierniczym w Moskwie
- 1915 – kierownik Katedry Rachunku Wyrównawczego w Instytucie Geodezyjnym
- 1917 – kierownik Katedry Prawdopodobieństwa i Teorii Błędów
- 1918–1921 – kierownik Katedry Geodezji
- 1922 – kierownik Katedry Miernictwa I na Politechnice Warszawskiej
- 1924 – dziekan Wydziału Inżynierii Wodnej i Wydziału Geodezyjnego
- 1925–1935 – kierownik techniczny Biura Triangulacyjnego Wydziału Technicznego Zarządu m. st. Warszawy
- od 1929 – doradca naukowy w Głównym Urzędzie Miar
- 1933/1934–1935/1936, 1945/1946–1951/1952 – rektor Politechniki Warszawskiej
- 1945–1949, 1951–1953 – dyrektor Geodezyjnego Instytutu Naukowo-Badawczego[2]
- 1949–1951 – prezes Głównego Urzędu Pomiarów Kraju (VII)

## Ważne publikacje
- Zarys fotogrametrii, Moskwa 1912
- Teoria błędów, Moskwa 1916
- Rachunek wyrównania według metody najmniejszych kwadratów, Warszawa 1923
- Baza triangulacji m. Warszawy, Warszawa 1926
- Niwelacja geometryczna, Warszawa 1926
- Le base de Szubin, Warszawa 1929
- Wyrównanie triangulacji jako obserwacji pośrednich, Warszawa 1931
- Zastosowania krakowianów w rachunku wyrównawczym, Warszawa 1939
- Triangulacja nowego typu, Warszawa 1948
- Geodezja wyższa, Warszawa 1952
- Niwelacja precyzyjna, Warszawa 1954
- Rachunek wyrównawczy dla geodetów, Warszawa 1955[2]

Wiele publikacji zamieścił na łamach „Przeglądu Mierniczego” i „Przeglądu Geodezyjnego”.

## Działalność pozanaukowa
Związany był ze Stronnictwem Demokratycznym (SD)

## Członkostwa
- prezes Koła Geometrów Polskich w Moskwie
- kurator Narodowego Związku Polskiej Młodzieży Radykalnej
- przewodniczący Narodowego Komitetu International Students Service (ISS)
- członek Towarzystwa Naukowego Warszawskiego[1] (od 1932)
- członek Akademii Nauk Technicznych[1] (od 1930)
- członek Bałtyckiego Komitetu Geodezyjnego[1]
- członek Międzynarodowego Towarzystwa Fotogrametrycznego[1]
- członek Polskiego Komitetu Międzynarodowej Unii Geodezji i Geofizyki[1] sekretarz (od 1926) i prezes (od 1945)
- prezes Polskiego Towarzystwa Astronomicznego (1934–1939)
- członek Rady Naczelnej Stronnictwa Demokratycznego (1945–1952).
- wiceprzewodniczący Komitetu Stołecznego Stronnictwa Demokratycznego (VIII) (1952)

## Ordery i odznaczenia
- Order Sztandaru Pracy I klasy (22 lipca 1949)[5]
- Krzyż Komandorski Orderu Odrodzenia Polski (11 listopada 1936)[6]
- Krzyż Oficerski Orderu Odrodzenia Polski (19 sierpnia 1946)[7]
- Złoty Krzyż Zasługi (dwukrotnie: 10 lutego 1939[8], 1949)

## Wyróżnienia
- 1953 – doktor honoris causa Akademii Górniczo-Hutniczej w Krakowie[2]

## Znaczenie
Stworzył dużą i znaczącą geodezyjną szkołę naukową, jego wychowankowie obejmowali kierownicze stanowiska w dziedzinie geodezji. Miał znaczący wkład w rozwój niwelacji precyzyjnej, rachunku prawdopodobieństwa, teorii błędów, geodezji matematycznej i fizycznej.

## Upamiętnienie
W 1955 Senat Politechniki Warszawskiej nadał audytorium nr 144 w Gmachu Głównym imię E. Warchałowskiego, umieszczono tam tablicę pamiątkową z brązu z płaskorzeźbą.
Edward Warchałowski jest patronem ulic na warszawskim Ursynowie oraz w Krakowie Podgórzu.